# Dispatch
Dispatch es una banda estadounidense de indie y folk rock formada en el Middlebury College en Middlebury, Vermont. Antes de refundarse en 2011, el grupo estuvo activo entre 1996 y 2002, habiéndose reunido además tres veces en diferentes conciertos: 2004, 2007 y 2009.
Siendo una de las bandas puramente independientes más reconocidas del noreste americano, Dispatch se caracteriza por la gran variedad de géneros que tocan, a menudo mezclados de tal forma que resulta muy difícil categorizar a la banda de forma sucinta, si bien es verdad que suele ser considerada una jam band, debido a la importancia de los conciertos como núcleo central de la producción musical del grupo. Por otro lado, la banda ha dedicado un gran esfuerzo en lo relativo a su "responsabilidad social", habiendo fundado la organización sin ánimo de lucro The Elias Fund.
Los tres componentes de la banda son: Brad "Braddigan" Corrigan (voz, batería, guitarra, percusión y armónica), Pete "Repete" Francis Heimbold (voz, bajo eléctrico y guitarra) y Chad "Chetro" Urmston (voz, guitarra, bajo y percusión). El 1 de enero de 2011 anunciaron un tour que tendrá lugar durante junio del mismo año, así como la publicación de su nuevo trabajo Dispatch EP. En 2012 lanzaron su último álbum de estudio, Circles Around the Sun, cuya gira dio lugar a un álbum en directo: Ain't No Trip to Cleveland, Vol. 1, lanzado justo un año después.

## Géneros
Dispatch es una banda que destaca por la dificultad existente a la hora de intentar encasillarla dentro de un género musical. Los géneros más representativos de la banda son:
- Reggae (en canciones como "Mission", "Out Loud", "Open Up", "Passerby" y "Ride a Tear").
- Ska ("Bats in the Belfry" y "Railway").
- Folk ("Craze" y "The General").
- Funk ("Just Like Larry").
- Rock ("Even" y "Time Served").
- Flamenco ("Steeples").
- Hip Hop ("Cut It Ya Match It").

## Discografía

### Álbumes de estudio
- 1996: Silent Steeples - Bomber, Foundations, Universal Records
- 1998: Bang Bang - Bomber, Foundations, Universal Records
- 2000: Who Are We Living For? - Bomber, Foundations, Universal Records
- 2012: Circles Around the Sun - Bomber, Foundations, Universal Records

### Álbumes en directo
- 1999: Four-Day Trials - Bomber, Foundations, Universal Records
- 2001: Gut the Van - DCN, Universal Records
- 2004: All Points Bulletin
- 2007: Zimbabwe

### EP
- 2011: Dispatch EP
- 2012: iTunes Session

### DVD
- 2002: Under the Radar - DCN, Universal Records
- 2005: The Last Dispatch - Fabrication Films
- 2007: Dispatch: Zimbabwe - Live at Madison Square Garden

### Recopilatorios
- 2005: The Relief Project: Vol. I por VV.AA. (como parte de The Relief Project)
- 2009: The Eddie Mixtape